# Leatherhead F.C.
Leatherhead FC là một câu lạc bộ bóng đá có trụ sở tại Leatherhead, Surrey, Anh. Đội bóng hiện thi đấu tại Isthmian League South Central Division và có sân nhà ở Fetcham Grove.

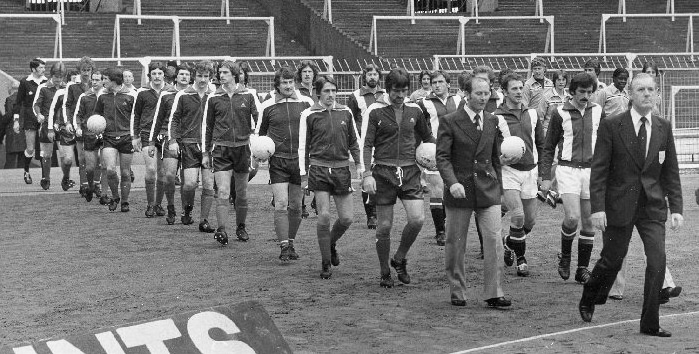
Leatherhead F.C. trong trận đấu trước Altrincham F.C., chung kết F. A. Trophy tại Sân vận động Wembley, tháng 4 năm 1978

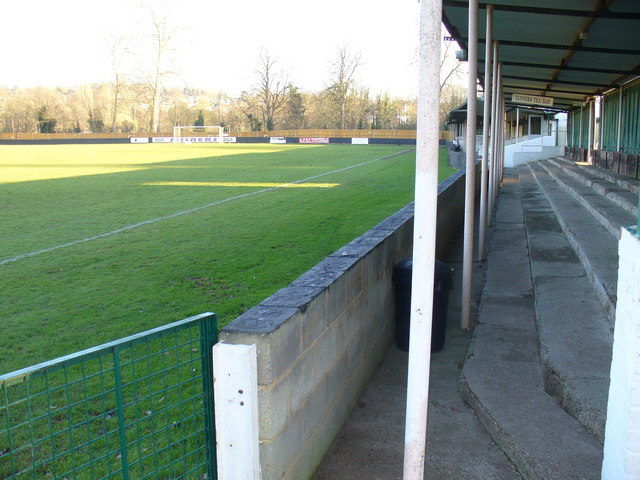
Sân Fetcham Grove

## Danh hiệu

### Hạng đấu
- Isthmian League Division Two:[3]
  - Vô địch mùa giải (1): 1996–97
- Corinthian League:[3]
  - Vô địch mùa giải (1): 1962–63
- Surrey Senior League:[4]
  - Vô địch các mùa giải (4): 1946–47, 1947–48, 1948–49, 1949–50
- Surrey Junior League:[5]
  - Vô địch mùa giải (1): 1933–34
- Kingston and District League:[5]
  - Vô địch mùa giải (1): 1938–39
- Sutton and District League Premier Division:[5]
  - Á quân mùa giải (1): 1928–29
- Sutton and District League Division One:[5]
  - Vô địch mùa giải (1): 1925–26
- Dorking and District League:[5]
  - Vô địch các mùa giải (2): 1909–10, 1919–20

### Cúp
- FA Trophy[3]
  - Á quân mùa giải (1): 1977–78
- Isthmian League Cup[6]
  - Vô địch mùa giải (1): 2009/10
- Isthmian League Charity Shield[6]
  - Vô địch các mùa giải (2): 2010–11, 2011–12
- Surrey Senior Cup[7][8]
  - Vô địch mùa giải (1): 1968–69
  - Á quân các mùa giải (6): 1964–65, 1966–67, 1974–75, 1978–79, 2010–11, 2017–18
- London Senior Cup[9]
  - Á quân các mùa giải (2): 1974–75, 1977–78
- Surrey Senior Shield[6]
  - Vô địch mùa giải (1): 1968–69
- Surrey Intermediate Cup[6]
  - Vô địch mùa giải (1): 1968–69

## Thống kê
- Thành tích tốt nhất tại hạng đấu: Xếp thứ 3 tại Isthmian League, mùa giải 1972–73[3]
- Thành tích tốt nhất tại FA Cup: Vòng bốn mùa giải 1974–75[3]
- Thành tích tốt nhất tại FA Amateur Cup: Bán kết các mùa giải 1970–71, 1973–74[3]
- Thành tích tốt nhất tại FA Trophy: Chung kết mùa giải 1977–78[3]
- Thành tích tốt nhất tại FA Vase: Vòng hai mùa giải 1994–95[3]
- Kỷ lục khán giả đến sân: 5,500 người trong trận đấu với Wimbledon, mùa giải 1976[10]
- Chiến thắng đậm nhất: 13–1 trước Leyland Motors, Surrey Senior League mùa giải 1946–47[10]
- Thất bại đậm nhất: 1–11 trước Barking, Isthmian League mùa giải 1982–83[10]
- Cầu thủ ra sân nhiều nhất: P Caswell, 200 lần[10]